# 1098 dans les croisades

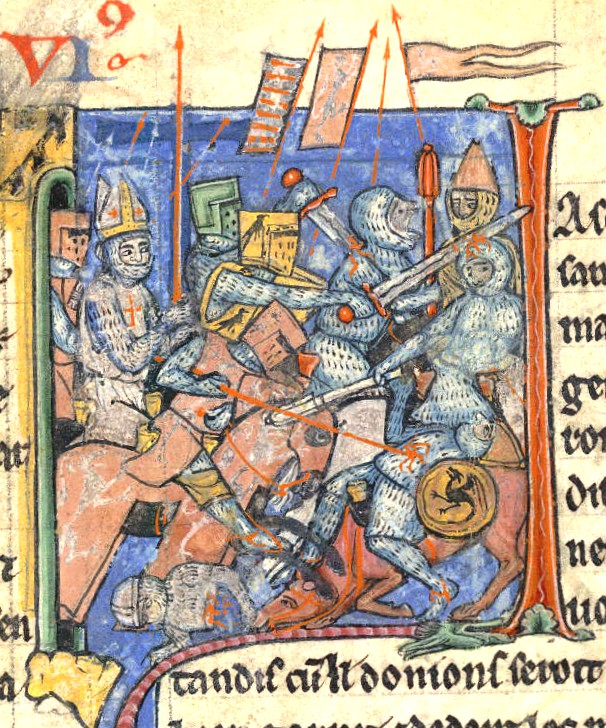
Adhémar de Monteil combattant à Antioche

Cette page regroupe les évènements concernant les Croisades qui sont survenus en 1098 : 
- 9 février : Ridwan tente de dégager Antioche, assiégé par les Croisés, mais est repoussé[1].
- 9 mars : Mort de Thoros, gouverneur d'Édesse, au cours d'une émeute. Baudouin de Boulogne devient comte d'Édesse[1].
- printemps : Le général byzantin Jean Doukas entreprend la conquête de la Lydie et de la Phrygie occidentale sur les Turcs[1].
- 4 mai : Kerbogha met le siège devant Édesse[2]
- 25 mai : Kerbogha abandonne le siège devant Édesse[2]
- 2 juin : Découragés, plusieurs croisés dont Étienne II de Blois désertent le siège d'Antioche[1].
- 3 juin : les croisés prennent Antioche[1].
- 4 juin : l'armée de Kerbogha arrive à Antioche[3].
- 7 juin : Kerbogha tente en vain de prendre Antioche d'assaut[4].
- 9 juin : l'émir Kerbogha assiège à son tour Antioche[4].
- 10 juin : découverte de la Sainte Lance à Antioche[1].
- 28 juin : assiégés dans Antioche, les croisés battent l'armée de Kerbogha que le sultan seldjoukide d'Iran avait envoyé au secours de son cousin le sultant de Roum[1].
- 1er août : mort d'Adhémar de Monteil, le légat de la première croisade[1].
- 26 août : les Fatimides prennent de Jérusalem aux Seldjoukides[1].
- 11 décembre : prise de Ma'arrat par les croisés[5].